# Веттер (Гессен)
Веттер (нім. Wetter) — місто в Німеччині, знаходиться в землі Гессен. Підпорядковується адміністративному округу Гіссен. Входить до складу району Марбург-Біденкопф.
Площа — 104,56 км2. Населення становить 8841 ос. (станом на 31 грудня 2020).

## Географії

### Адміністративний поділ
Місто  складається з 10 районів:
- Аменау
- Мелльнау
- Нідерветтер
- Оберндорф
- Оберросфе
- Тоденгаузен
- Трайсбах
- Унтерросфе
- Варценбах
- Веттер